# Ian Vermaak
Ian Vermaak, né le 28 mars 1933 à Empangeni et mort en janvier 2025, est un joueur de tennis sud-africain.

## Palmarès
- Internationaux de France : Finaliste en 1959
- Tournoi de Hambourg : Finaliste en 1959